# Pointe Parrot
Pour les articles homonymes, voir Parrot.
La pointe Parrot est un sommet du massif des Alpes valaisannes, et précisément dans le mont Rose, entre 4 434 et 4 436 m d'altitude, à la frontière entre la Suisse (canton du Valais) et l'Italie (Piémont).
Elle tire son nom de Johann Jakob Friedrich Wilhelm Parrot (1791-1841), un physicien et médecin allemand.